# Dicranota separata
Dicranota (Rhaphidolabis) separata là một loài ruồi trong họ Pediciidae. Chúng phân bố ở vùng Indomalaya.